# Place Notre-Dame (Maastricht)
Pour les articles homonymes, voir Place Notre-Dame.
Ne doit pas être confondu avec Parvis Notre-Dame.
La place Notre-Dame (en néerlandais : Onze-Lieve-Vrouweplein, en maastrichtois : Slevrouweplein) est une place du centre-ville de Maastricht. Elle doit son nom à la basilique Notre-Dame de Maastricht dont le massif occidental domine la place.

## Histoire
Les fouilles montrent indique que, à une profondeur de 4 à 5 mètres sous la chaussée, se trouvaient des restes romains. Après la démolition de l'ancien hôtel Derlon, en 1983, un sanctuaire clos dédié à Jupiter et des colonnes datant du IIe siècle ont été découvertes. Les douves et les murs du castrum romain de 313 ont aussi été trouvées, ainsi qu'une partie de sa porte ouest. Les découvertes de ces fouilles sont conservées au musée Derlon, dans le sous-sol de l'hôtel du même nom.
Au début du XXe siècle, les fondations d'une tour ronde ont aussi été trouvées sans pouvoir indiquer son origine exact. Plus tard, là où se trouvait l'usine à pain Mabro, un fossé de 6 mètres de large fut découvert indiquant que la tour était rattachée au castrum. Au nord de ce site, près du mur de la basilique, la tour sud-ouest du castrum a été découverte.
La place actuelle se trouve principalement sur le fossé de l'ancien castrum. Au Ve et VIe siècles, un nouveau fossé fut même construit et rapidement ensablé. Les murs du castrum sont restés reconnaissables jusqu'au IXe et Xe siècles. Vers l'an 1000, quelques morceaux de pierre du castrum furent réemployé pour le massif occidental de la basilique.
Des fouilles ont été faites sur la période mérovingiennes. Celles-ci ont montré que la zone est restée occupée en permanence après le retrait des légions romaines. La place était occupée par un cimetière (et a porté à ce titre le nom de Onze-Lieve-Vrouwekerkhof). Les murs du castrum ont été conservés jusqu'au IXe siècle ou XXe siècle.
Jusqu'à 1838 la basilique Notre-Dame avait une église jumelle et voisine, celle de Saint-Nicolas située sur le côté nord de la place (sur l'actuel hôtel Derlon). L'église Saint-Nicolas était une grande église paroissiale, à trois nefs avec une tour gothique.
Au cours de la période française, la collégiale accueillit les forces militaires. L'église paroissiale est restée en tant que telle. En 1837, le siège de la paroisse a été déplacé de l'église Saint-Nicolas à celle de Notre-Dame. Puis, en 1838, l'église fit partie des quatre autres églises paroissiales à disparaître et son site fut transformé en place publique. Une double rangée de tilleuls fut plantée devant le monastère Notre-Dame.

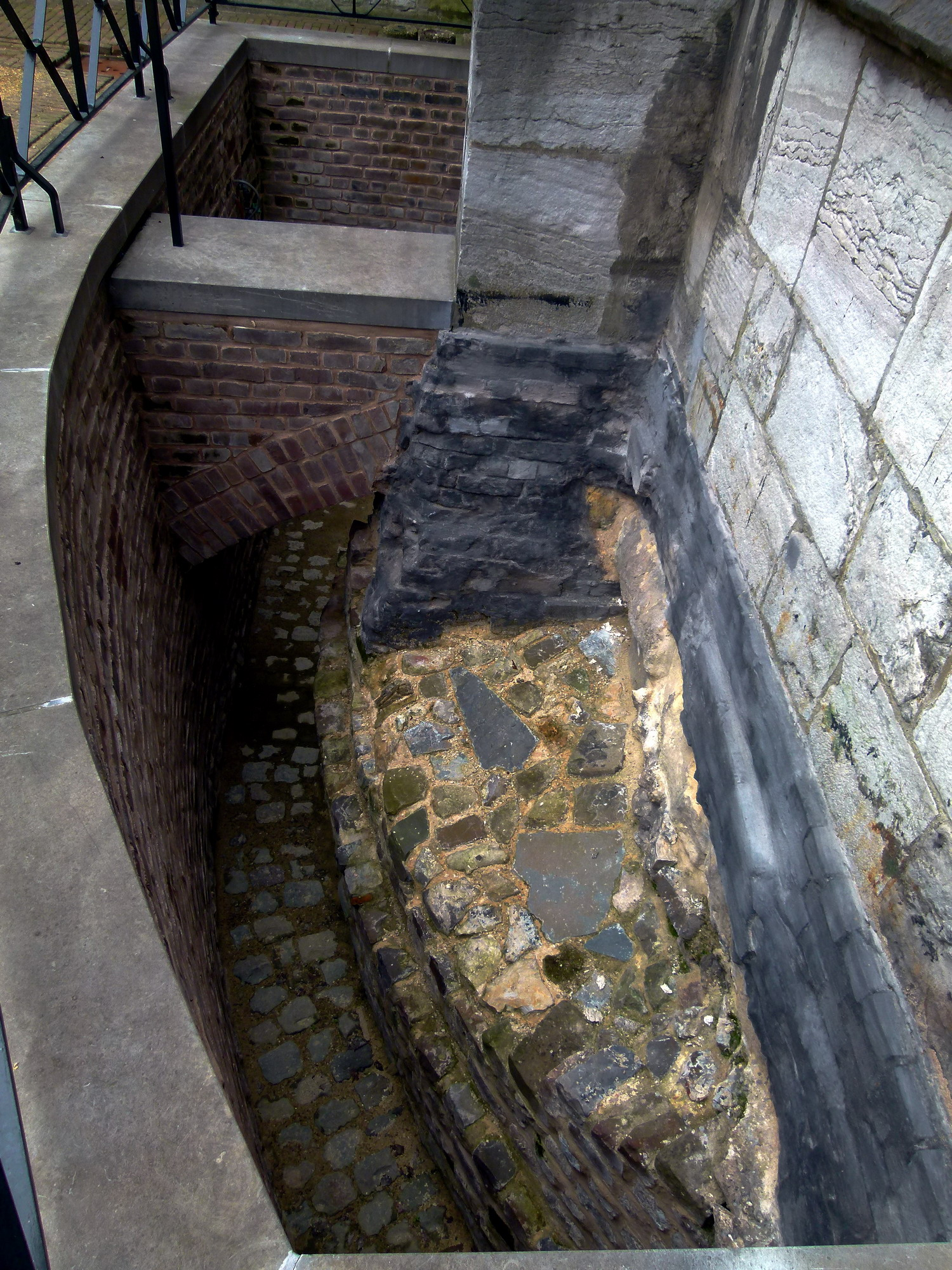
Fouilles de Panhof de 1910.
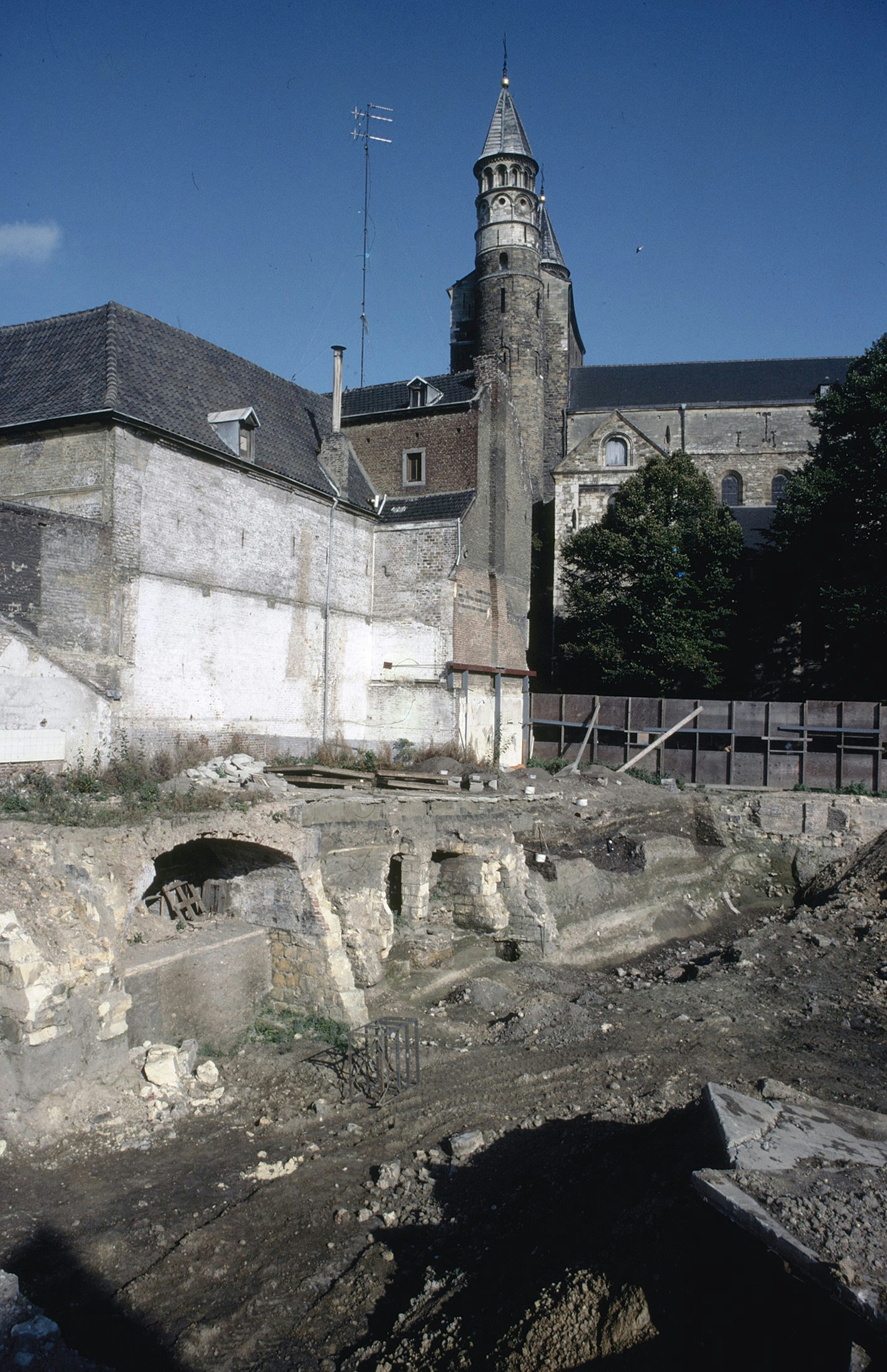
Fouilles de Mabro de 1982.
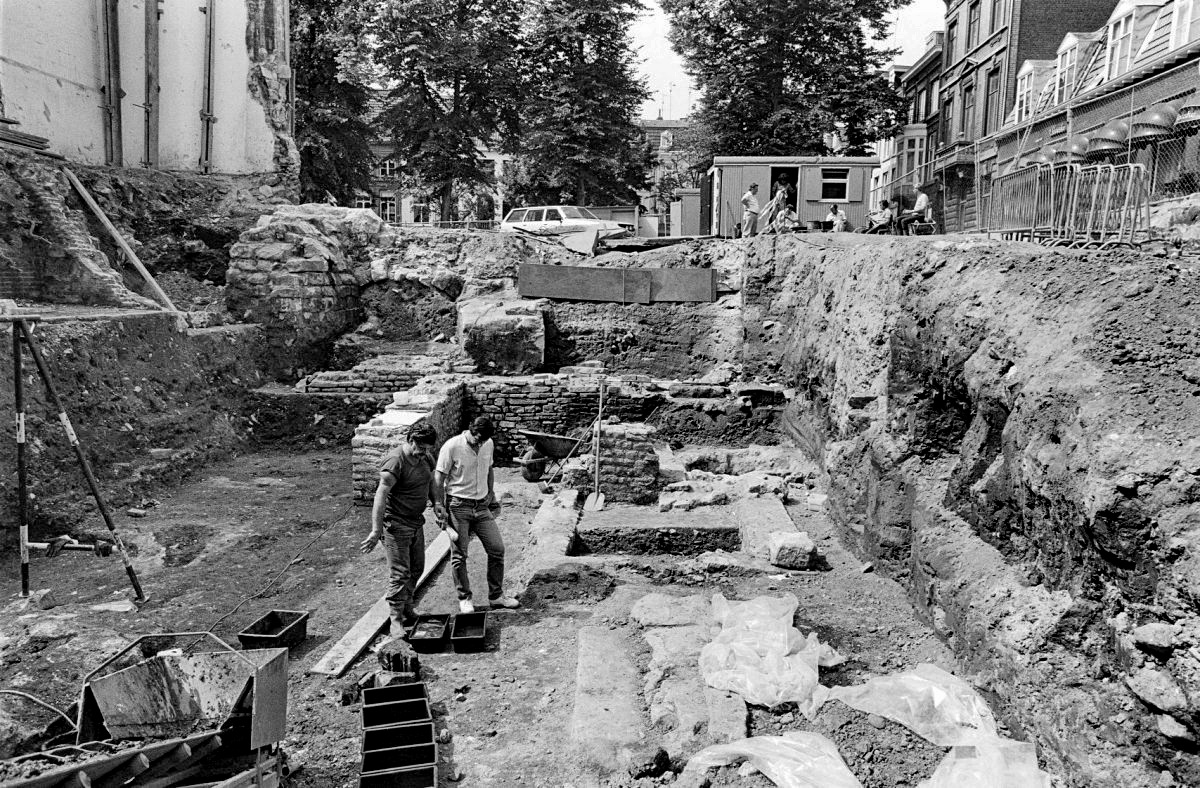
Fouilles de Derlon de 1983.
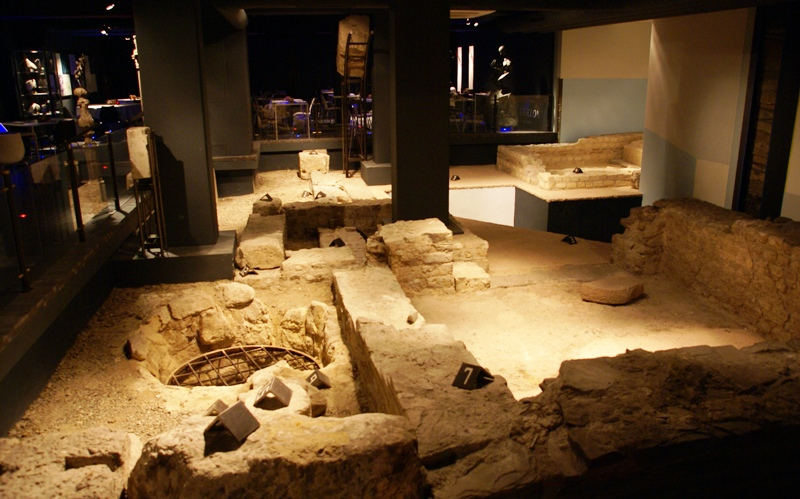
Musée Derlon.

## Description

### Architecture
Le principal bâtiment de la place est la basilique romane du même nom. Le massif occidental, fermé et en grès, donne sur un parvis relativement petit. S'y trouve le portail gothique, construit en marne jaune du Limbourg. Il a été restauré par l'architecte Pierre Cuypers. Le presbytère attenant a été construit contre le cloître, de style gothique tardif, de l'ancienne église collégiale du XVIIe siècle.
L'ancien Wolwaag à l'angle de la place et de Bredestraat est une façade de pierre construite en 1721 avec les armes du prince-évêque de Liège et des États généraux, mais le bâtiment lui-même est probablement plus ancien. C'est le cas de plusieurs maisons localisées sur la place et dont les façades de briques avec ornements en pierre datent du XVIIe ou XVIIIe siècle.
Un bâtiment particulier est la maison Pélican à l'angle de la place et de Cortenstraat. Le bâtiment de style Art nouveau de l'architecte haguenois Josef Limburg qui abritait autrefois une banque. Il abrite aujourd'hui l'Institut européen d'administration publique (IEAP), une institution indépendante qui est affiliée à l'Union européenne. La façade de grès français et pierre de Namur présente un aspect asymétrique et est décoré avec des sculptures (y compris les images d'un éléphant et d'un pélican).

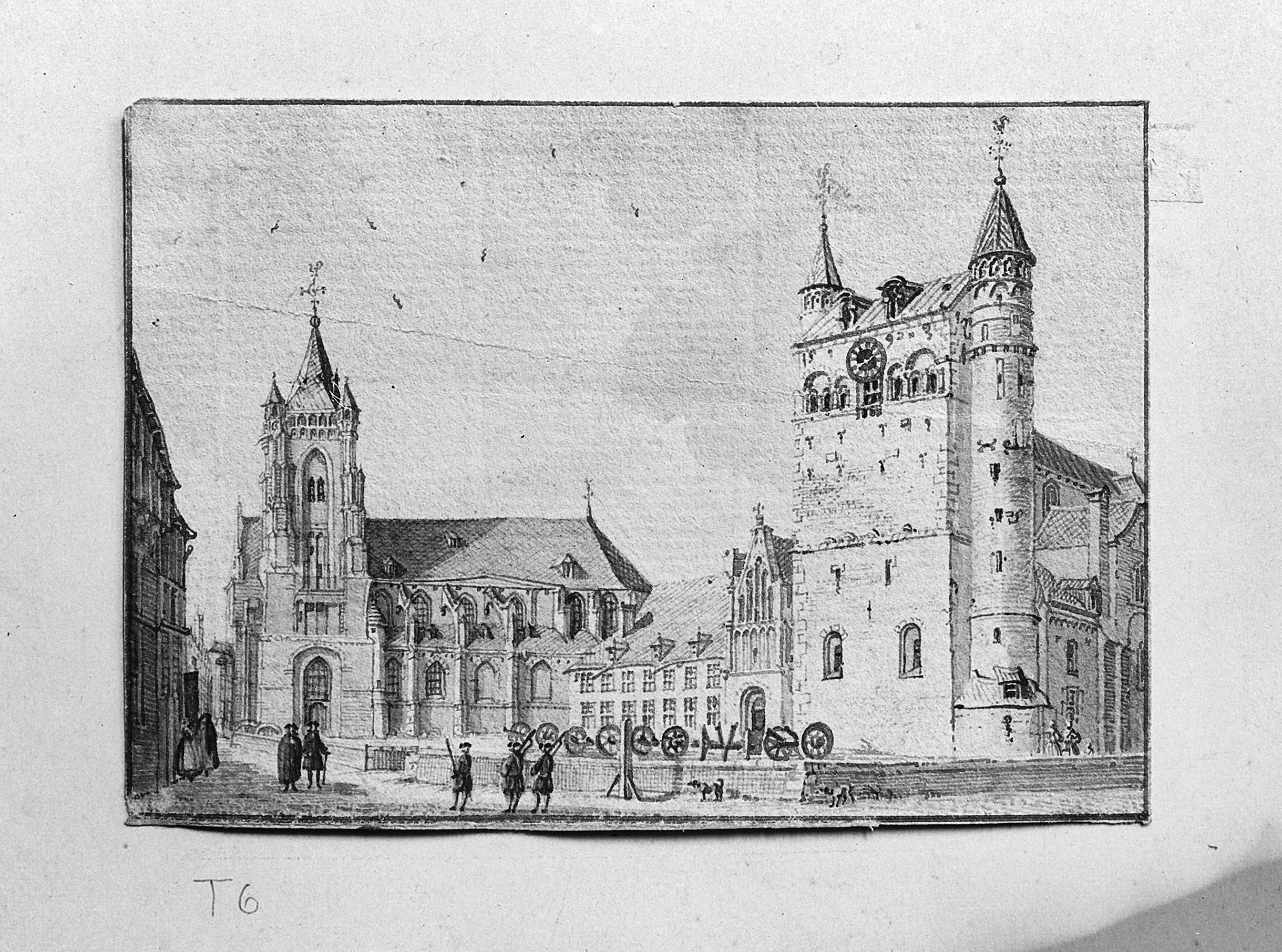
Cimietière Notre-Dame (Jan de Beijer, 1740).
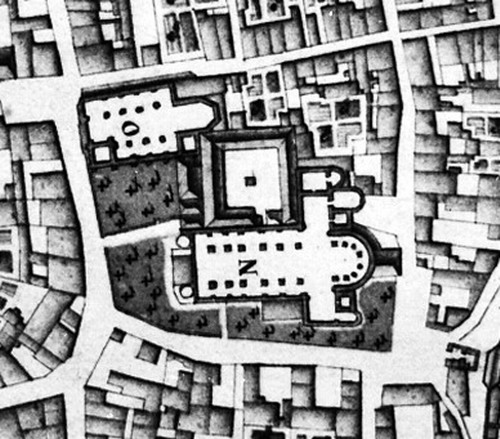
Cimetière Notre-Dame (Larcher d'Aubencourt, 1749).
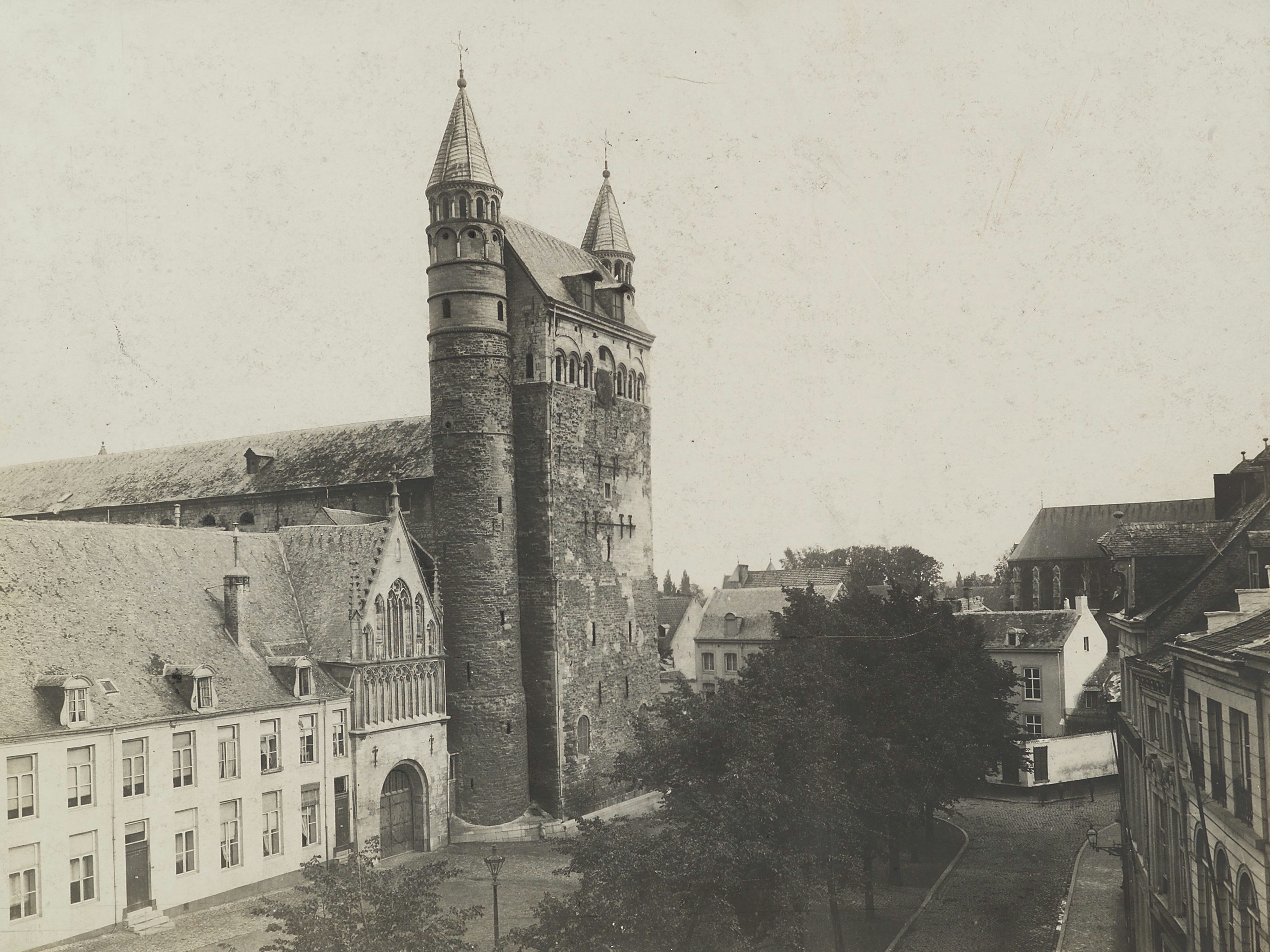
La place en 1900.
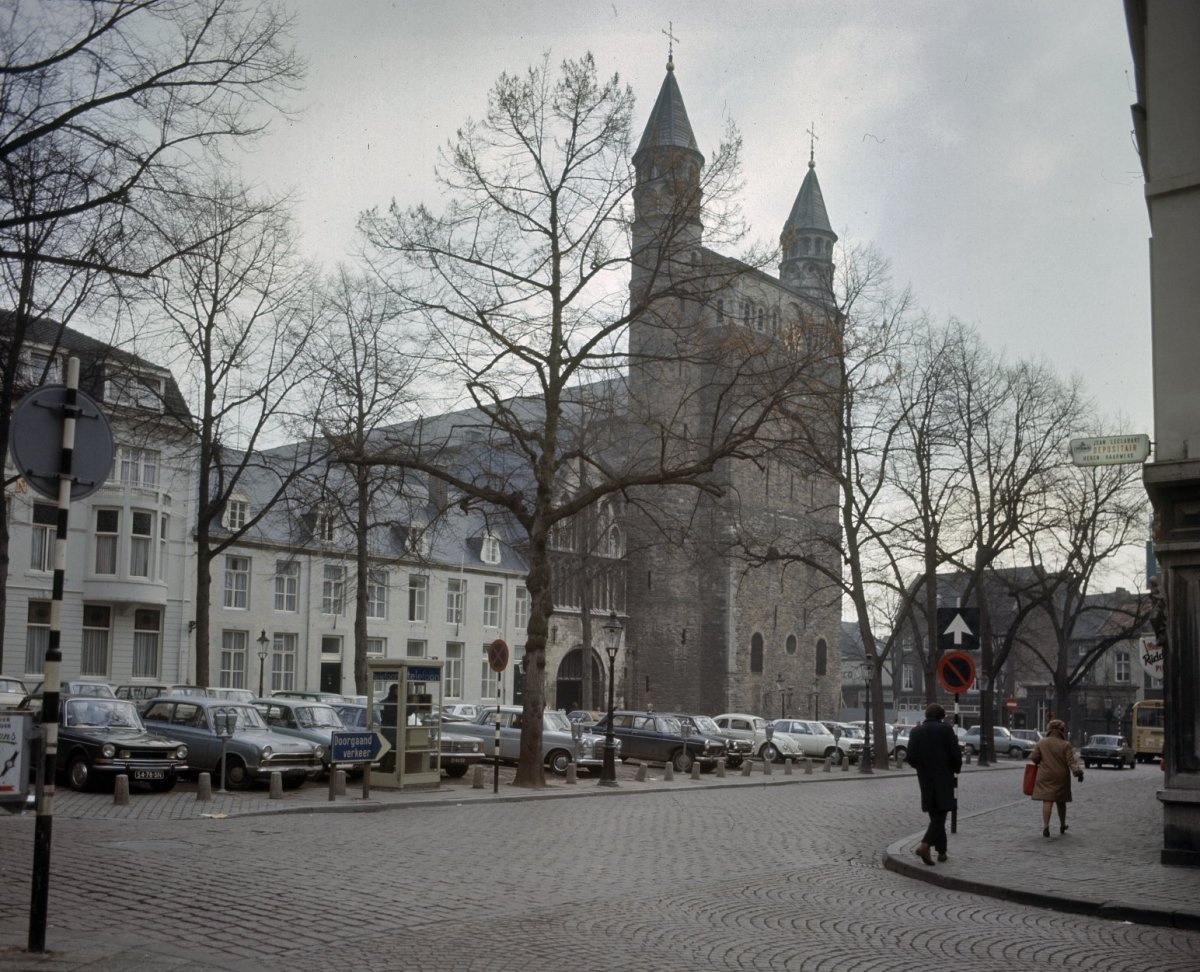
La place vers 1980.

### Culture, commerce et hôtellerie
Les environs abritent un grand nombre d'équipements culturels. Sur la place elle-même se trouvent le musée Derlon et le trésor de la basilique Notre-Dame. La basilique elle-même est une importante attraction religieuse. À proximité se trouve la Bonbonnière, une ancienne église jésuite du XVIIe siècle, qui était l'ancien théâtre de Maastricht. Autour de la place se trouvent un certain nombre de zones commerciales, y compris la Woldstraat, la Stokstraat, et la Bredestraat.
En plus des sites mentionnés, la place accueille les touristes grâce à ses hôtels, plusieurs restaurants de renom et de nombreux cafés. À l'exception des mois d'hiver, une grande partie de la place est utilisée comme terrasse. Pas loin de la place se trouve le parking Notre-Dame (Q-Park).

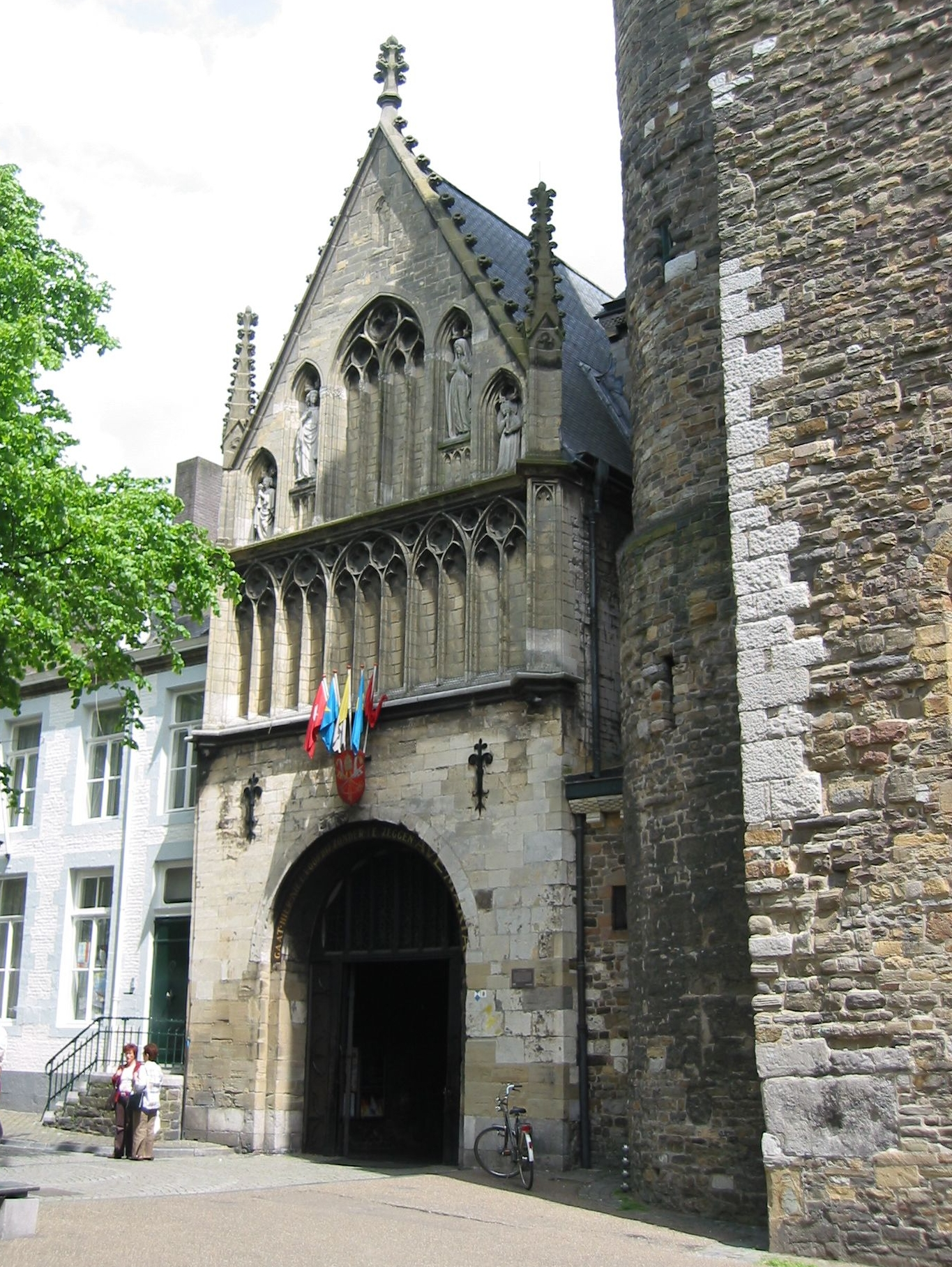
Chapelle Notre-Dame de la mer.
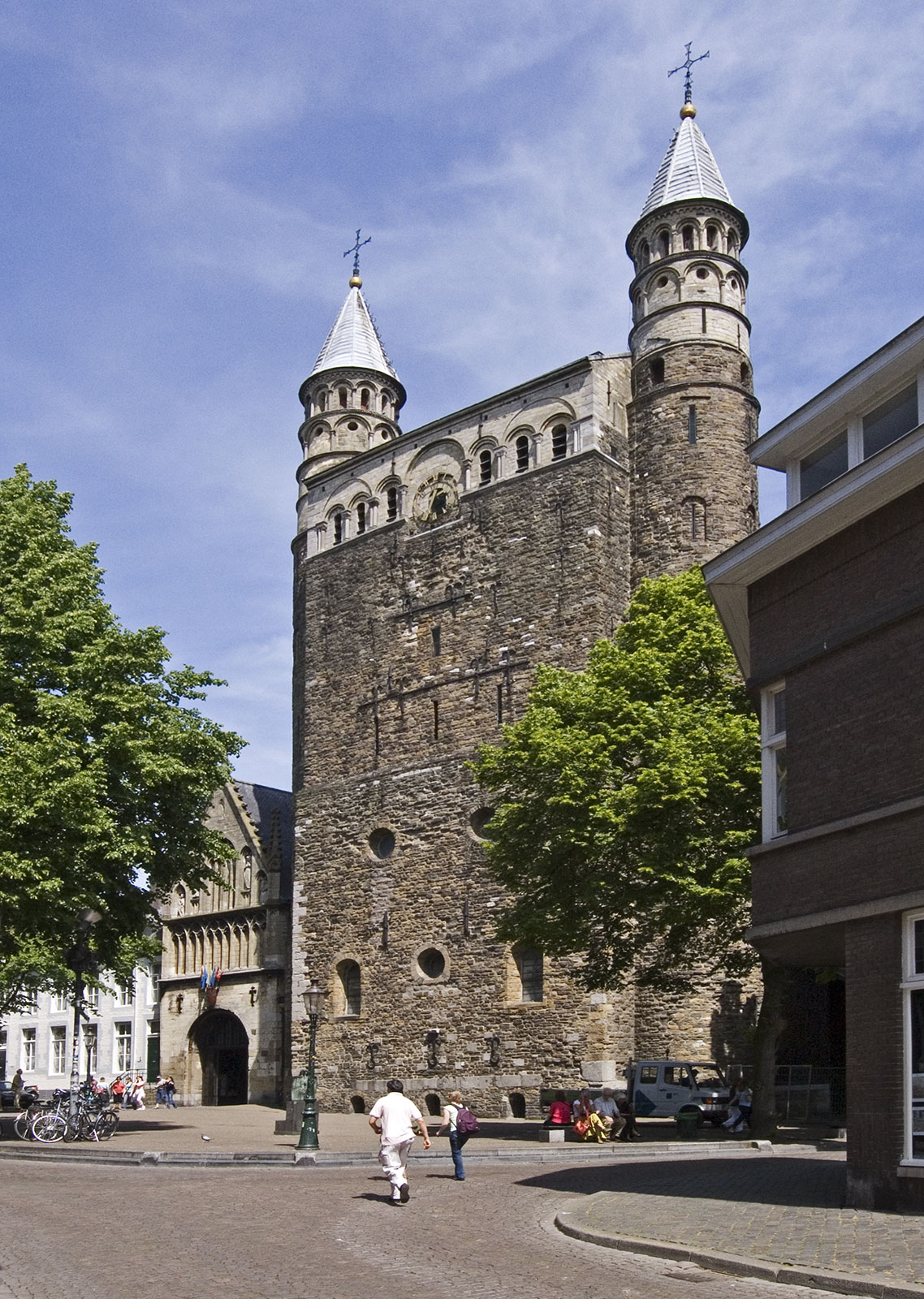
Façade ouest de la basilique sur la place.
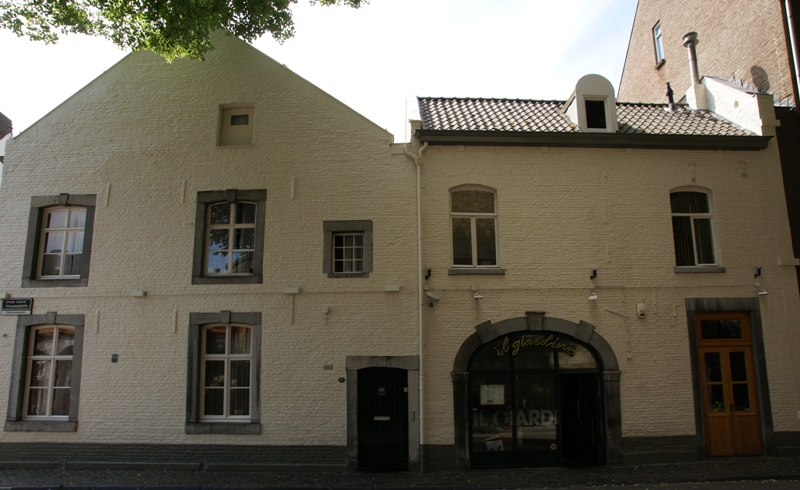
OLV-plein 15.
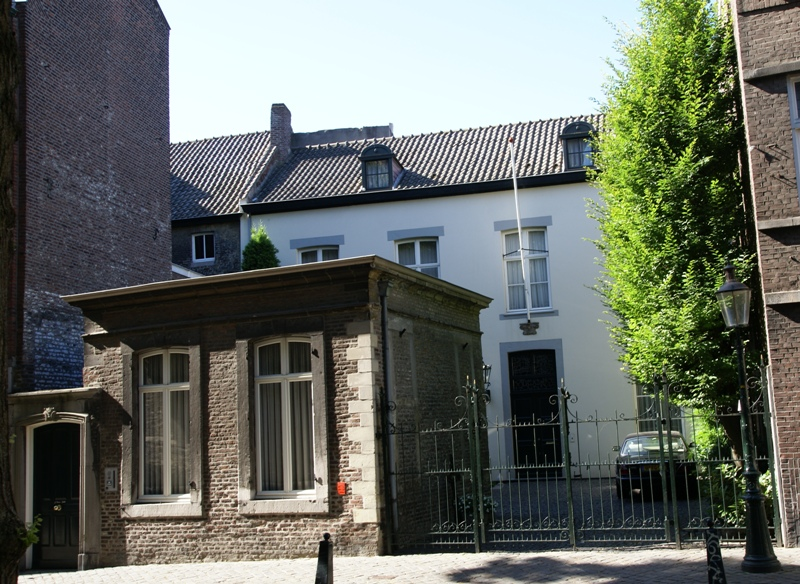
OLV-plein 20.
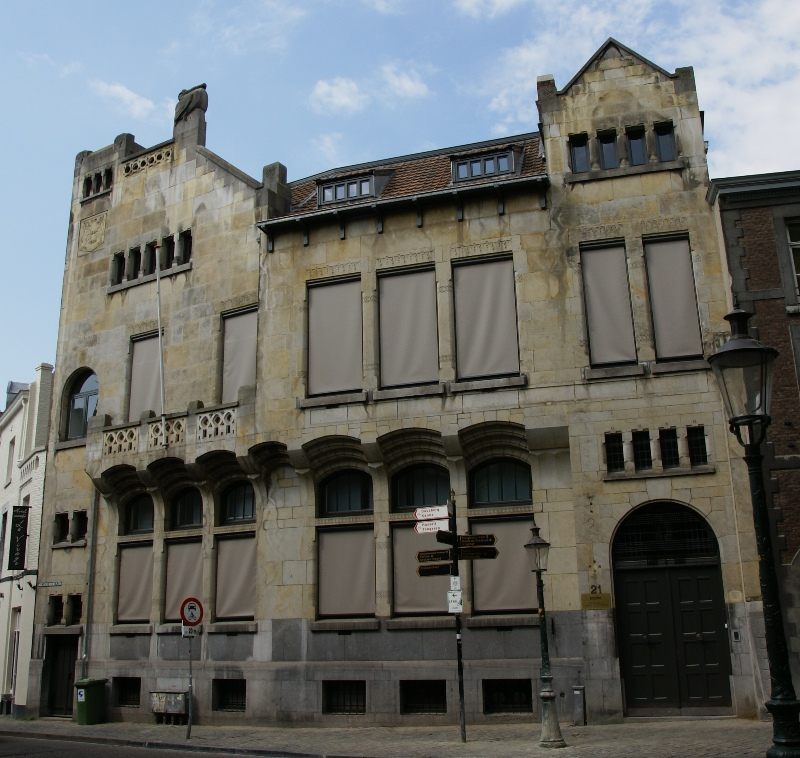
OLV-plein 21 : Pélican.
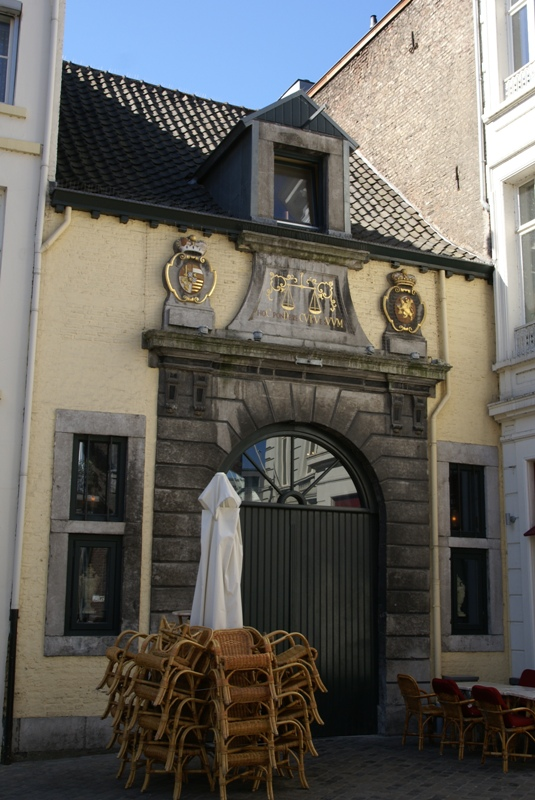
OLV-plein 26 : Wolwaag.
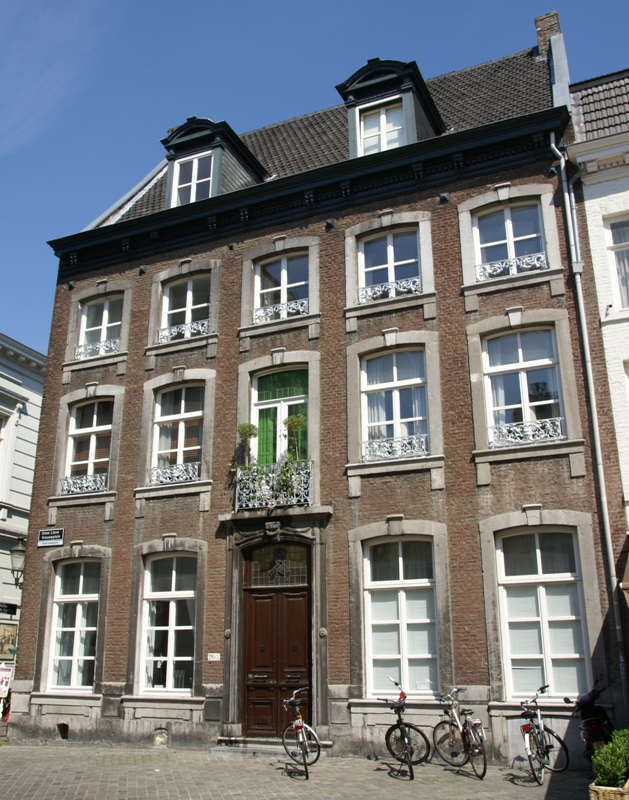
OLV-plein 29.
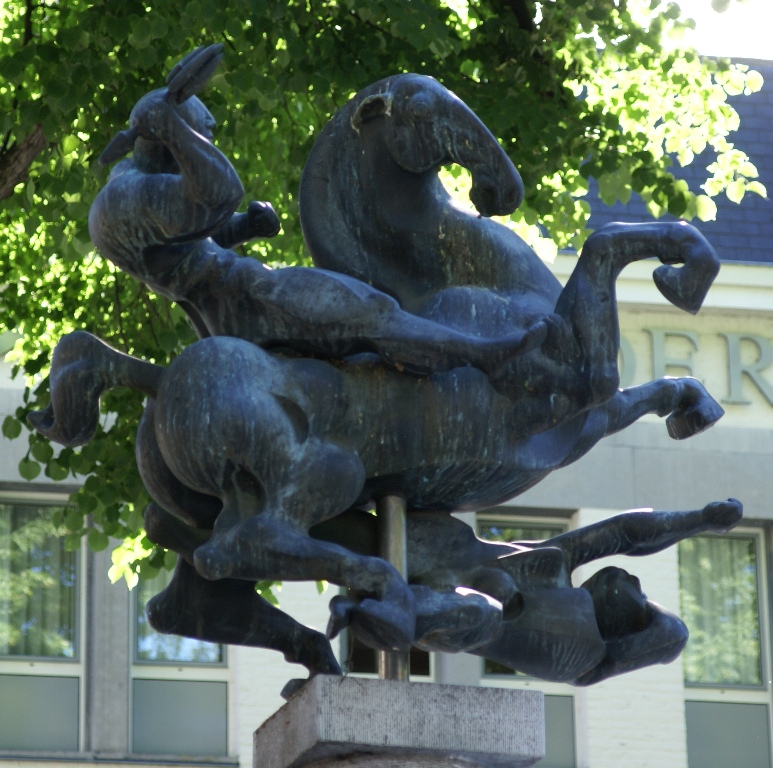
Fons Bemelmans : Jupiter.

## Sources
- (nl) Cet article est partiellement ou en totalité issu de l’article de Wikipédia en néerlandais intitulé « Onze-Lieve-Vrouweplein (Maastricht) » (voir la liste des auteurs).

## Compléments